# وينديل سميث
وينديل سميث (بالإنجليزية: Wendell Smith)‏ هو كاتب أمريكي، ولد في 23 مارس 1914، وتوفي في 26 نوفمبر 1972.